# Paruwrobates erythromos
Paruwrobates erythromos – gatunek płaza bezogonowego z rodziny drzewołazowatych (Dendrobatidae). Występuje endemicznie w północno-zachodniej części Ekwadoru. Jego środowisko naturalne stanowią tropikalne wilgotne lasy nizinne, gdzie występuje w pobliżu strumieni i potoków. Jest krytycznie zagrożony wyginięciem.